# Jacques Goddet
Jacques Goddet (París, 1905-íb., 2000) fue un periodista deportivo francés y director de la carrera ciclista de ruta del Tour de Francia de 1936 a 1986.
Goddet nació y murió en París. Su padre, Víctor Goddet, fue cofundador y director financiero de L'Auto, el periódico que organizó el primer Tour en 1903. Cuando Jacques Goddet terminó sus estudios en 1931, se convirtió en redactor jefe de L'Auto. Cubrió los Juegos Olímpicos de 1932 en Los Ángeles.
En 1924, Jacques Goddet se puso a trabajar para el periódico de su padre en la Rue du Faubourg-Montmartre de París. Cuatro años más tarde siguió su primer Tour de Francia y se quedó fascinado mientras veía a los ciclistas luchar durante más de 16 horas en puertos "que no eran más que senderos de tierra mediocres, embarrados, pedregosos". Goddet regresó al año siguiente y siguió cada Tour hasta 1989, con las excepciones de 1932 cuando fue a cubrir los Juegos Olímpicos de Los Ángeles y 1981 por encontrarse gravemente enfermo.
Se convirtió en reportero jefe de L'Auto y se hizo cargo de la organización de la carrera cuando el director, Henri Desgrange, se encontraba demasiado enfermo para continuar, en 1936.
En fútbol, a Goddet se le atribuye ser uno de los padres de la idea de la Copa Intercontinental, y uno de los primeros defensores, en la década de 1970, de que la competición debería ampliarse para abarcar no solo a Europa y América del Sur, sino también a clubes campeones de Asia, África y América del Norte, en una forma de Copa Mundial de Clubes respaldada por la FIFA.